# Hannoverscher Sportverein von 1896 2005-2006
Questa voce raccoglie le informazioni riguardanti l'Hannoverscher Sportverein von 1896 nelle competizioni ufficiali della stagione 2005-2006.

## Stagione
Nella stagione 2005-2006 l'Hannover, allenato da Ewald Lienen e Peter Neururer, concluse il campionato di Bundesliga al 12º posto. In Coppa di Germania l'Hannover fu eliminato agli ottavi di finale dal Werder Brema.

## Rosa
| N. |                        | Ruolo | Calciatore          |
| -- | ---------------------- | ----- | ------------------- |
| 1  | Germania (bandiera)    | P     | Robert Enke         |
| 3  | Polonia (bandiera)     | D     | Dariusz Żuraw       |
| 4  | Danimarca (bandiera)   | D     | Jonas Troest        |
| 5  | Germania (bandiera)    | C     | Christoph Dabrowski |
| 6  | Stati Uniti (bandiera) | D     | Steve Cherundolo    |
| 7  | Germania (bandiera)    | A     | Michael Delura      |
| 8  | Albania (bandiera)     | C     | Altin Lala          |
| 9  | Panama (bandiera)      | A     | Thomas Christiansen |
| 10 | Portogallo (bandiera)  | C     | Ricardo Sousa       |
| 11 | Germania (bandiera)    | A     | Daniel Stendel      |
| 13 | Germania (bandiera)    | A     | Thomas Brdarić      |
| 14 | Germania (bandiera)    | C     | Hanno Balitsch      |
| 15 | Germania (bandiera)    | C     | Bastian Schulz      |
| 16 | Iran (bandiera)        | A     | Vahid Hashemian     |
| 18 | Germania (bandiera)    | D     | Michael Tarnat      |
| 23 | Bulgaria (bandiera)    | C     | Čavdar Jankov       |
| 24 | Rep. Ceca (bandiera)   | A     | Jiří Štajner        |

| N. |                      | Ruolo | Calciatore           |
| -- | -------------------- | ----- | -------------------- |
| 25 | Australia (bandiera) | P     | Frank Juric          |
| 26 | Germania (bandiera)  | C     | Jan Rosenthal        |
| 27 | Germania (bandiera)  | C     | Silvio Schröter      |
| 28 | Germania (bandiera)  | C     | Hendrik Hahne        |
| 29 | Germania (bandiera)  | D     | Per Mertesacker      |
| 30 | Germania (bandiera)  | P     | Morten Jensen        |
| 31 | Germania (bandiera)  | A     | Fabian Montabell     |
| 32 | Germania (bandiera)  | D     | Moritz Marheineke    |
| 33 | Turchia (bandiera)   | C     | Ferhat Bıkmaz        |
| 34 | Germania (bandiera)  | D     | Markus Schinner      |
| 35 | Germania (bandiera)  | D     | Sören Halfar         |
| 36 | Germania (bandiera)  | C     | Johannes Dietwald    |
| 40 | Brasile (bandiera)   | D     | Vinícius             |
| 40 | Germania (bandiera)  | C     | Hendrik Großöhmichen |
| 42 | Germania (bandiera)  | C     | Markus Weck          |
|    | Germania (bandiera)  | P     | Jörg Sievers         |

## Organigramma societario
Area tecnica
- Allenatore: Peter Neururer
- Allenatore in seconda: Thomas Kristl, Michael Schjønberg
- Preparatore dei portieri: Jörg Sievers
- Preparatori atletici: Edward Kowalczuk

## Calciomercato

### Sessione estiva
| Acquisti | Acquisti           | Acquisti               | Acquisti |
| R.       | Nome               | da                     | Modalità |
| -------- | ------------------ | ---------------------- | -------- |
| C        | Hanno Balitsch     | Magonza                |          |
| A        | Thomas Brdarić     | Wolfsburg              |          |
| A        | Michael Delura     | Schalke 04             |          |
| C        | Hendrik Hahne      | Hannover 96 (juniores) |          |
| A        | Vahid Hashemian    | Bayern Monaco          |          |
| A        | Mohamadou Idrissou | Caen                   |          |
| C        | Ricardo Sousa      | De Graafschap          |          |
| C        | Jan Rosenthal      | Hannover 96 (juniores) |          |
| C        | Bastian Schulz     | Hannover 96 II         |          |
| C        | Čavdar Jankov      | Slavia Sofia           |          |

| Cessioni | Cessioni            | Cessioni            | Cessioni |
| R.       | Nome                | da                  | Modalità |
| -------- | ------------------- | ------------------- | -------- |
| D        | Gürman Agac         | Kickers Emden       |          |
| C        | Tranquillo Barnetta | Bayer Leverkusen    |          |
| C        | Vladimir But        | Šinnik              |          |
| C        | Julian de Guzmán    | Deportivo La Coruña |          |
| P        | Daniel Haas         | Hoffenheim          |          |
| A        | Jiří Kaufman        | Karlsruhe           |          |
| C        | Nebojša Krupniković | Arminia Bielefeld   |          |
| A        | Leandro             | Grasshoppers        |          |
| C        | Danijel Štefulj     | Paderborn           |          |
| A        | Roman Wallner       | Admira Wacker M.    |          |
| A        | Denis Wolf          | Fortuna Düsseldorf  |          |

### Sessione invernale
| Acquisti | Acquisti     | Acquisti  | Acquisti |
| R.       | Nome         | da        | Modalità |
| -------- | ------------ | --------- | -------- |
| D        | Jonas Troest | Silkeborg |          |

| Cessioni | Cessioni | Cessioni | Cessioni |
| R.       | Nome     | da       | Modalità |
| -------- | -------- | -------- | -------- |

## Risultati

### Bundesliga

#### Girone di andata
| Arbitro: | Kircher |

|                          |           |                                   |
| Dabrowski 66’ Tarnat 87’ | Marcatori | 49’ (rig.) Paraíba 54’ Wichniarek |

| Arbitro: | Gagelmann |

|            |           |            |
| Mintál 89’ | Marcatori | 7’ Brdarić |

| Arbitro: | Stark |

|                |           |             |
| Mahdavikia 22’ | Marcatori | 20’ Štajner |

| Arbitro: | Merk |

|                        |           |  |
| Štajner 32’ Jankov 63’ | Marcatori |  |

| Arbitro: | Wagner |

|               |           |  |
| Demichelis 8’ | Marcatori |  |

| Arbitro: | Schmidt |

|                  |           |                                               |
| Brdarić 30’, 89’ | Marcatori | 10’, 14’ Hanke 27’ Klimowicz 33’ D'Alessandro |

| Arbitro: | Sippel |

|                         |           |  |
| Lincoln 58’ Kurányi 65’ | Marcatori |  |

| Arbitro: | Gräfe |

|           |           |              |
| Delura 8’ | Marcatori | 14’ Ahanfouf |

| Arbitro: | Merk |

|            |           |                                               |
| Streit 46’ | Marcatori | 48’ Štajner 52’, 69’ Brdarić 55’ (rig.) Sousa |

| Hannover 22 ottobre 2005, ore 15:30 CEST 10ª giornata | Hannover 96 | 0 – 0 referto | Werder Brema | AWD-Arena (48 627 spett.)\| Arbitro: \| Wack \| |
| Arbitro:                                              | Wack        |               |              |                                                 |

| Arbitro: | Perl |

|                                  |           |                 |
| Fink 1’ Zuma 52’ Boakye 68’, 84’ | Marcatori | 54’ Mertesacker |

| Arbitro: | Gagelmann |

|                               |           |                        |
| Brdarić 85’ (rig.) Tarnat 90’ | Marcatori | 31’ Friedrich 65’ Auer |

| Arbitro: | Sippel |

|                   |           |                          |
| Tomasson 11’, 67’ | Marcatori | 55’ Hashemian 68’ Jankov |

| Arbitro: | Brych |

|                                                |           |            |
| Tarnat 13’, 26’ Brdarić 62’, 73’ Hashemian 83’ | Marcatori | 69’ Sanogo |

| Arbitro: | Schmidt |

|  |           |                              |
|  | Marcatori | 16’ Cherundolo 85’ Dabrowski |

| Arbitro: | Kircher |

|             |           |          |
| Štajner 67’ | Marcatori | 49’ Kahê |

| Leverkusen 17 dicembre 2005, ore 15:30 CET 17ª giornata | Bayer Leverkusen | 0 – 0 referto | Hannover 96 | BayArena (22 500 spett.)\| Arbitro: \| Drees \| |
| Arbitro:                                                | Drees            |               |             |                                                 |

#### Girone di ritorno
| Arbitro: | Stark |

|               |           |               |
| van Burik 90’ | Marcatori | 13’ Dabrowski |

| Arbitro: | Drees |

|             |           |            |
| Štajner 74’ | Marcatori | 56’ Vittek |

| Arbitro: | Kircher |

|                         |           |              |
| Żuraw 48’ Hashemian 72’ | Marcatori | 82’ Barbarez |

| Arbitro: | Schmidt |

|  |           |            |
|  | Marcatori | 78’ Jankov |

| Arbitro: | Wagner |

|             |           |             |
| Brdarić 53’ | Marcatori | 87’ Ballack |

| Arbitro: | Wack |

|                        |           |             |
| Hanke 9’ Menseguez 85’ | Marcatori | 17’ Brdarić |

| Arbitro: | Stark |

|                  |           |                            |
| Christiansen 73’ | Marcatori | 20’ Poulsen 28’ Bajramović |

| Duisburg 11 marzo 2006, ore 15:30 CET 25ª giornata | Duisburg | 0 – 0 referto | Hannover 96 | MSV-Arena (20 132 spett.)\| Arbitro: \| Sippel \| |
| Arbitro:                                           | Sippel   |               |             |                                                   |

| Arbitro: | Perl |

|               |           |  |
| Hashemian 39’ | Marcatori |  |

| Arbitro: | Kinhöfer |

|                                           |           |  |
| Valdez 43’, 52’, 81’ Micoud 45’ Klose 53’ | Marcatori |  |

| Arbitro: | Wack |

|  |           |         |
|  | Marcatori | 5’ Vata |

| Magonza 8 aprile 2006, ore 15:30 CEST 29ª giornata | Magonza | 0 – 0 referto | Hannover 96 | Stadion am Bruchweg (20 300 spett.)\| Arbitro: \| Gräfe \| |
| Arbitro:                                           | Gräfe   |               |             |                                                            |

| Arbitro: | Brych |

|                                         |           |                                           |
| Balitsch 1’ Štajner 32’ Mertesacker 66’ | Marcatori | 52’ Ljuboja 76’ Hitzlsperger 81’ Tomasson |

| Arbitro: | Perl |

|            |           |  |
| Halfar 39’ | Marcatori |  |

| Arbitro: | Fleischer |

|                 |           |                       |
| Mertesacker 44’ | Marcatori | 59’ Rosický 81’ Wörns |

| Arbitro: | Gagelmann |

|                      |           |                              |
| Jansen 77’ Sonck 83’ | Marcatori | 13’ Mertesacker 89’ Vinícius |

| Arbitro: | Wack |

|                            |           |                         |
| Mertesacker 14’ Jankov 52’ | Marcatori | 16’ Rolfes 39’ Berbatov |

### Coppa di Germania
| Arbitro: | Winkmann |

|  |           |                                                 |
|  | Marcatori | 6’ Hashemian 51’ Brdarić 54’ Jankov 66’ Štajner |

| Arbitro: | Sippel |

|            |           |                        |
| Ebbers 73’ | Marcatori | 9’ (rig.), 82’ Brdarić |

| Arbitro: | Merk |

|                  |           |                                                          |
| Sousa 85’ (rig.) | Marcatori | 71’ Naldo 83’ (rig.) Frings 89’ (aut.) Balitsch 90’ Hunt |

## Statistiche

### Statistiche di squadra
| Competizione      | Punti | In casa | In casa | In casa | In casa | In casa | In casa | In trasferta | In trasferta | In trasferta | In trasferta | In trasferta | In trasferta | Totale | Totale | Totale | Totale | Totale | Totale | DR |
| Competizione      | Punti | G       | V       | N       | P       | Gf      | Gs      | G            | V            | N            | P            | Gf           | Gs           | G      | V      | N      | P      | Gf     | Gs     | DR |
| ----------------- | ----- | ------- | ------- | ------- | ------- | ------- | ------- | ------------ | ------------ | ------------ | ------------ | ------------ | ------------ | ------ | ------ | ------ | ------ | ------ | ------ | -- |
| Bundesliga        | 38    | 17      | 4       | 9       | 4       | 27      | 24      | 17           | 3            | 8            | 6            | 16           | 23           | 34     | 7      | 17     | 10     | 43     | 47     | -4 |
| Coppa di Germania | -     | 1       | 0       | 0       | 1       | 1       | 4       | 2            | 2            | 0            | 0            | 6            | 1            | 3      | 2      | 0      | 1      | 7      | 5      | +2 |
| Totale            | 38    | 18      | 4       | 9       | 5       | 28      | 28      | 19           | 5            | 8            | 6            | 22           | 24           | 37     | 9      | 17     | 11     | 50     | 52     | -2 |

### Andamento in campionato
| Giornata  | 1 | 2 | 3 | 4 | 5 | 6  | 7  | 8  | 9  | 10 | 11 | 12 | 13 | 14 | 15 | 16 | 17 | 18 | 19 | 20 | 21 | 22 | 23 | 24 | 25 | 26 | 27 | 28 | 29 | 30 | 31 | 32 | 33 | 34 |
| --------- | - | - | - | - | - | -- | -- | -- | -- | -- | -- | -- | -- | -- | -- | -- | -- | -- | -- | -- | -- | -- | -- | -- | -- | -- | -- | -- | -- | -- | -- | -- | -- | -- |
| Luogo     | C | T | T | C | T | C  | T  | C  | T  | C  | T  | C  | T  | C  | T  | C  | T  | T  | C  | C  | T  | C  | T  | C  | T  | C  | T  | C  | T  | C  | T  | C  | T  | C  |
| Risultato | N | N | N | V | P | P  | P  | N  | V  | N  | P  | N  | N  | V  | V  | N  | N  | N  | N  | V  | V  | N  | P  | P  | N  | V  | P  | P  | N  | N  | P  | P  | N  | N  |
| Posizione | 7 | 9 | 9 | 6 | 9 | 12 | 13 | 12 | 11 | 12 | 12 | 13 | 13 | 11 | 8  | 10 | 8  | 9  | 9  | 8  | 6  | 5  | 7  | 8  | 9  | 7  | 9  | 10 | 11 | 12 | 12 | 12 | 12 | 12 |

Legenda:

Luogo: C = Casa; T = Trasferta. Risultato: V = Vittoria; N = Pareggio; P = Sconfitta.

### Statistiche dei giocatori
| Giocatore       | Bundesliga | Bundesliga | Bundesliga  | Bundesliga | Coppa di Germania | Coppa di Germania | Coppa di Germania | Coppa di Germania | Totale   | Totale | Totale      | Totale     |
| Giocatore       | Presenze   | Reti       | Ammonizioni | Espulsioni | Presenze          | Reti              | Ammonizioni       | Espulsioni        | Presenze | Reti   | Ammonizioni | Espulsioni |
| --------------- | ---------- | ---------- | ----------- | ---------- | ----------------- | ----------------- | ----------------- | ----------------- | -------- | ------ | ----------- | ---------- |
| H. Balitsch     | 31         | 1          | 7           | 0          | 3                 | 0                 | 1                 | 0                 | 34       | 1      | 8           | 0          |
| T. Brdarić      | 31         | 10         | 4           | 0          | 3                 | 3                 | 0                 | 0                 | 34       | 13     | 4           | 0          |
| F. Bıkmaz       | 0          | 0          | 0           | 0          | 0                 | 0                 | 0                 | 0                 | 0        | 0      | 0           | 0          |
| S. Cherundolo   | 22         | 1          | 2           | 0          | 1                 | 0                 | 0                 | 0                 | 23       | 1      | 2           | 0          |
| T. Christiansen | 4          | 1          | 0           | 0          | 0                 | 0                 | 0                 | 0                 | 4        | 1      | 0           | 0          |
| C. Dabrowski    | 32         | 3          | 10          | 0          | 2                 | 0                 | 1                 | 0                 | 34       | 3      | 11          | 0          |
| M. Delura       | 25         | 1          | 4           | 0          | 2                 | 0                 | 0                 | 0                 | 27       | 1      | 4           | 0          |
| J. Dietwald     | 1          | 0          | 0           | 0          | 1                 | 0                 | 0                 | 0                 | 2        | 0      | 0           | 0          |
| R. Enke         | 32         | 0          | 1           | 0          | 3                 | 0                 | 1                 | 0                 | 35       | 0      | 2           | 0          |
| H. Großöhmichen | 0          | 0          | 0           | 0          | 0                 | 0                 | 0                 | 0                 | 0        | 0      | 0           | 0          |
| H. Hahne        | 7          | 0          | 0           | 0          | 1                 | 0                 | 0                 | 0                 | 8        | 0      | 0           | 0          |
| S. Halfar       | 5          | 0          | 0           | 0          | 2                 | 0                 | 0                 | 0                 | 7        | 0      | 0           | 0          |
| V. Hashemian    | 29         | 4          | 4           | 0          | 3                 | 1                 | 0                 | 0                 | 32       | 5      | 4           | 0          |
| M. Idrissou     | 4          | 0          | 0           | 0          | 1                 | 0                 | 0                 | 0                 | 5        | 0      | 0           | 0          |
| M. Jensen       | 1          | 0          | 0           | 0          | 0                 | 0                 | 0                 | 0                 | 1        | 0      | 0           | 0          |
| F. Juric        | 1          | 0          | 0           | 0          | 0                 | 0                 | 0                 | 0                 | 1        | 0      | 0           | 0          |
| A. Lala         | 29         | 0          | 7           | 2          | 3                 | 0                 | 0                 | 0                 | 32       | 0      | 7           | 2          |
| M. Marheineke   | 0          | 0          | 0           | 0          | 0                 | 0                 | 0                 | 0                 | 0        | 0      | 0           | 0          |
| P. Mertesacker  | 30         | 5          | 1           | 0          | 3                 | 0                 | 0                 | 0                 | 33       | 5      | 1           | 0          |
| F. Montabell    | 3          | 0          | 0           | 0          | 0                 | 0                 | 0                 | 0                 | 3        | 0      | 0           | 0          |
| J. Rosenthal    | 0          | 0          | 0           | 0          | 0                 | 0                 | 0                 | 0                 | 0        | 0      | 0           | 0          |
| M. Schinner     | 0          | 0          | 0           | 0          | 0                 | 0                 | 0                 | 0                 | 0        | 0      | 0           | 0          |
| S. Schröter     | 11         | 0          | 0           | 0          | 0                 | 0                 | 0                 | 0                 | 11       | 0      | 0           | 0          |
| B. Schulz       | 0          | 0          | 0           | 0          | 0                 | 0                 | 0                 | 0                 | 0        | 0      | 0           | 0          |
| J. Sievers      | 0          | 0          | 0           | 0          | 0                 | 0                 | 0                 | 0                 | 0        | 0      | 0           | 0          |
| R. Sousa        | 13         | 1          | 1           | 0          | 1                 | 1                 | 0                 | 0                 | 14       | 2      | 1           | 0          |
| D. Stendel      | 6          | 0          | 0           | 0          | 0                 | 0                 | 0                 | 0                 | 6        | 0      | 0           | 0          |
| M. Tarnat       | 29         | 4          | 6           | 0          | 2                 | 0                 | 0                 | 0                 | 31       | 4      | 6           | 0          |
| J. Troest       | 7          | 0          | 0           | 0          | 0                 | 0                 | 0                 | 0                 | 7        | 0      | 0           | 0          |
| V. Vinícius     | 23         | 1          | 4           | 0          | 1                 | 0                 | 0                 | 0                 | 24       | 1      | 4           | 0          |
| M. Weck         | 0          | 0          | 0           | 0          | 1                 | 0                 | 0                 | 0                 | 1        | 0      | 0           | 0          |
| C. Jankov       | 22         | 4          | 4           | 0          | 3                 | 1                 | 0                 | 0                 | 25       | 5      | 4           | 0          |
| J. Štajner      | 33         | 6          | 2           | 0          | 3                 | 1                 | 0                 | 0                 | 36       | 7      | 2           | 0          |
| D. Żuraw        | 30         | 1          | 3           | 0          | 3                 | 0                 | 0                 | 0                 | 33       | 1      | 3           | 0          |